# الکس گورچی
الکس گورچی (انگلیسی: Alex Guerci؛ زادهٔ ۳۱ ژوئیهٔ ۱۹۸۹) بازیکن فوتبال اهل ایتالیا است.
از باشگاه‌هایی که در آن بازی کرده‌است می‌توان به باشگاه فوتبال آ.ث. میلان و باشگاه فوتبال یو. اس. پرگولیتزه اشاره کرد.